# Kanton Saint-Mandrier-sur-Mer
Kanton Saint-Mandrier-sur-Mer is een voormalig kanton van het Franse departement Var. Kanton Saint-Mandrier-sur-Mer maakte deel uit van het arrondissement Toulon en telde 28.394 inwoners (1999). Het werd opgeheven bij decreet van 27 februari 2014, met uitwerking op 22 maart 2015.

## Gemeenten
Het kanton Saint-Mandrier-sur-Mer omvatte de volgende gemeenten:
- La Seyne-sur-Mer (deels)
- Saint-Mandrier-sur-Mer (hoofdplaats)